# Stratonice av Kappadokien
Stratonice av Kappadokien, död 135 f.Kr, var drottning av Pergamon 188-138 f.Kr genom äktenskap med bröderna Eumenes II av Pergamon och Attalos II av Pergamon.
Stratonice var dotter till kung Ariarathes IV av Kappadokien och hans drottning, den seleukidiska prinsessan Antiochis. År 188 f.Kr. gifte hon sig med Eumenes II av Pergamon enligt ett avtal mellan denne och hennes far. Både hennes fars och makes monarkier var allierade med Rom. 
År 172 f.Kr. gjorde Eumenes en resa till Rom, där han som allierad varnade Rom för Perseus av Makedonien. Under sin hemresa försvann han, och förmodades ha blivit mördad på vägen. Han dödförklarades då och efterträddes av sin bror Attalus II, som också gifte sig med hans änka Stratonice. Eumenes II hade dock inte alls dött, utan återvände till Pergamon. Hans bror Attalus II abdikerade då och återlämnade tronen till honom, och skilde sig även från Stratonice, som återigen gifte sig med Eumenes. Förhållandet mellan alla inblandade tycks ha varit gott och turerna utspelats i all vänskaplighet. Från 160 f.Kr. gjorde Eumenes även sin bror till sin medregent. 159 f.Kr. avled Eumenes II av naturliga orsaker. Han hade en son som hette Attalus liksom hans bror, men denne var för ung för att regera. Eumenes II efterträddes därför av sin bror, som återigen gifte sig med Stratonice. De adopterade därefter gemensamt Eumenes son från första äktenskapet, som utropades som tronföljare. Stratonice fick inga barn i något av sina äktenskap. Hon hade en omvittnat nära relation till sin styvson, som blev hennes adoptivson, och som efterträdde Attalus II vid dennes död under namnet Attalos III av Pergamon 138 f.Kr. Stratonice avled tre år därefter. Samtiden misstänkte att hon hade blivit förgiftad av sin adoptivson. 
Stratonice lät göra en staty av gudinnan Athena som hon skänkte till biblioteket i Pergamon. Attalus III hedrade henne med en staty av henne själv i Pergamon, och medborgarna i Aten lät resa en staty av henne på Delos som en gåva. Damophon skulpterade henne i marmor utan kostnad, och hon hyllas där för sin dygd och goda vilja. Stratonice var drottning av Pergamon i femtio år och grekerna kring egeiska havets kuster även utanför kungariket Pergamon kom att uppmärksamma henne mycket i den rollen.  